# International Working Test 2003
International Working Test 2003 (IWT 2003) byl XII. ročník mezinárodní soutěže retrieverů ve working testech, který se konal 5. a 6. července 2003 ve Francii v Sully-sur-Loire. Pořadatelem soutěže byl Association Sportive des Utilisateurs de Retrievers (ASUR).
Soutěže se zúčastnilo 28 týmů (17 národních týmů, 8 národních a 3 mezinárodní free týmy) ze 7 zemí. Vítězem se stal Švýcarsko-francouzský free tým (17) před národním týmem z Belgie (14) a Francouzsko-belgickým free týmem (22).
Individuální soutěž vyhrála Verena Ommerli ze Švýcarska se psem Conneywarren Spike před H. J. Heijmansem ze Nizozemska se psem Jeser Jake a Jean-Louis Recchiem z Francie s fenou Featherquest Shadow.
Rozhodčími byli  Peter Cole,  Peter Hammond,  Steve Palley,  Graham Stephenson,  Mike Talamy.

## Přihlášené týmy
Před zahájením zrušily start dva tým (startovní číslo 2 a 9).
| Obhajující tým (0) |                                                                                          |
| Národní týmy (17)  | - Belgie (3) - Francie (3) - Německo (5) - Nizozemsko (2) - Rakousko (2) - Švýcarsko (2) |
| Free týmy (11)     | - Evropa (3) - Itálie (5) - Německo (2) - Nizozemsko (1)                                 |

## Místo konání
Soutěž proběhla poblíž zámku Sully-sur-Loire na březích řeky Loira v obci Sully-sur-Loire v departementu Loiret ve Francii.
| Sully-sur-Loire |

## Konečné hodnocení

### Týmová soutěž
Výsledková listina týmové soutěže.
| Poz. | Země / název týmu | St. č. týmu | St. č. | Vůdce                   | Pes                                      | Plemeno | SP | SP | PH | MT | MT | GS | PC | PC | Ext. 1 | Ext. 2 | Body | Celk. body |
| ---- | ----------------- | ----------- | ------ | ----------------------- | ---------------------------------------- | ------- | -- | -- | -- | -- | -- | -- | -- | -- | ------ | ------ | ---- | ---------- |
| 1    | Free Team         | 17          | 49     | Regula Holenstein       | Haredale Jess                            | LR      | 14 | 18 | 17 | 19 | 20 | 19 | 19 | 18 | 6      | 18     | 168  | 524        |
| 1    | Free Team         | 17          | 50     | Thomas Bouy             | Moraira Cray                             | LR      | 15 | 19 | 16 | 15 | 16 | 13 | 18 | 20 | 20     | 20     | 172  | 524        |
| 1    | Free Team         | 17          | 51     | Verena Ommerli          | Conneywarren Spike                       | LR      | 16 | 19 | 18 | 20 | 20 | 18 | 20 | 20 | 15     | 18     | 184  | 524        |
| 2    | Belgie            | 14          | 40     | Pascal Meulemeester     | Baveybuilt Bacchus                       | GR      | 17 | 19 | 18 | 17 | 15 | 15 | 18 | 20 | 8      | 15     | 162  | 522        |
| 2    | Belgie            | 14          | 41     | Frederik Borms          | Wheaten's Xanthos                        | GR      | 14 | 19 | 18 | 18 | 18 | 20 | 19 | 20 | 20     | 16     | 182  | 522        |
| 2    | Belgie            | 14          | 42     | Karl Huyghelier         | Vincent Of The Modern Inn                | GR      | 20 | 18 | 17 | 18 | 18 | 18 | 15 | 17 | 20     | 17     | 178  | 522        |
| 3    | Free Team         | 22          | 64     | Gérard Pasquet          | Ibor Ebony                               | LR      | 10 | 20 | 18 | 13 | 17 | 15 | 16 | 20 | 15     | 18     | 162  | 521        |
| 3    | Free Team         | 22          | 65     | Chantal Goreux          | Hamford Able                             | LR      | 13 | 16 | 20 | 20 | 20 | 15 | 15 | 20 | 20     | 20     | 179  | 521        |
| 3    | Free Team         | 22          | 66     | Jean-Louis Recchia      | Featherquest Shadow                      | GR      | 20 | 19 | 19 | 14 | 18 | 16 | 19 | 19 | 18     | 18     | 180  | 521        |
| 4    | Německo           | 15          | 43     | Guido Sorg              | Abigail Vom Osterbachtal                 | LR      | 19 | 20 | 20 | 12 | 18 | 6  | 20 | 17 | 20     | 10     | 162  | 512        |
| 4    | Německo           | 15          | 44     | Michael Golz            | Duncan Gismo Vom Nollbachtal             | LR      | 19 | 19 | 19 | 19 | 18 | 15 | 17 | 17 | 16     | 14     | 173  | 512        |
| 4    | Německo           | 15          | 45     | Petra Breu              | Stonehunter Antioco                      | GR      | 20 | 20 | 19 | 19 | 20 | 15 | 17 | 18 | 17     | 12     | 177  | 512        |
| 5    | Free Team         | 30          | 88     | Stefano Martinoli       | Greenbriar Reed                          | LR      | 16 | 12 | 19 | 18 | 19 | 18 | 19 | 20 | 19     | 19     | 179  | 500        |
| 5    | Free Team         | 30          | 89     | Alberto Montagna        | Royal Crest Golden Ziggy                 | GR      | 17 | 18 | 15 | 17 | 17 | 19 | 15 | 16 | 14     | 15     | 163  | 500        |
| 5    | Free Team         | 30          | 90     | Stefania Martinoli      | Fifty Fifty                              | LR      | 17 | 17 | 16 | 17 | 18 | 17 | 17 | 18 | 6      | 15     | 158  | 500        |
| 6    | Free Team         | 7           | 19     | Betty Schwieren         | Cheslabben Pow Wow                       | CBR     | 20 | 15 | 6  | 20 | 19 | 20 | 18 | 18 | 14     | 10     | 160  | 499        |
| 6    | Free Team         | 7           | 20     | Adrian Lunn             | Bellever Lynx                            | LR      | 17 | 17 | 16 | 15 | 17 | 18 | 16 | 17 | 13     | 18     | 164  | 499        |
| 6    | Free Team         | 7           | 21     | Michael Brühl           | Puma Vom Mohnfeld                        | GR      | 17 | 20 | 14 | 20 | 17 | 18 | 17 | 20 | 16     | 16     | 175  | 499        |
| 7    | Německo           | 28          | 82     | Jörg Brach              | Warpermoss Talon                         | GR      | 20 | 20 | 14 | 18 | 15 | 19 | 20 | 20 | 14     | 14     | 174  | 496        |
| 7    | Německo           | 28          | 83     | Christian Schlögell     | Diamond's Maximum Surprise               | CBR     | 18 | 19 | 20 | 16 | 19 | 14 | 16 | 17 | 14     | 13     | 166  | 496        |
| 7    | Německo           | 28          | 84     | Petra Soons             | Forrest Cottage Cincinnati Kid           | GR      | 20 | 18 | 15 | 13 | 17 | 17 | 8  | 20 | 12     | 16     | 156  | 496        |
| 8    | Free Team         | 29          | 85     | Thelma Blumenthal       | Quistleigh Abba At Greenbriar            | LR      | 0  | 0  | 19 | 20 | 19 | 20 | 15 | 18 | 16     | 17     | 144  | 495        |
| 8    | Free Team         | 29          | 86     | Stefano Martinoli       | Brocklebank Osprey                       | LR      | 20 | 20 | 20 | 17 | 16 | 17 | 20 | 18 | 17     | 16     | 181  | 495        |
| 8    | Free Team         | 29          | 87     | Andréa Sugar            | Waterfriend Lark                         | LR      | 17 | 20 | 17 | 18 | 14 | 18 | 15 | 17 | 18     | 16     | 170  | 495        |
| 9    | Rakousko          | 13          | 37     | Ursula Pözlberger       | A-Krispindl Vom Keien Fenn               | LR      | 20 | 19 | 17 | 17 | 20 | 16 | 18 | 20 | 14     | 18     | 179  | 491        |
| 9    | Rakousko          | 13          | 38     | Günter Franke           | Bepop Lara Von Der Schallermühle         | LR      | 16 | 16 | 20 | 15 | 17 | 17 | 16 | 20 | 20     | 20     | 177  | 491        |
| 9    | Rakousko          | 13          | 39     | Andreas Pözlberger      | Bolero Von Der Schallermühle             | LR      | 0  | 0  | 10 | 20 | 16 | 16 | 19 | 19 | 17     | 18     | 135  | 491        |
| 10   | Nizozemsko        | 25          | 73     | H. J. Heijman           | Jeser Jake                               | LR      | 20 | 20 | 20 | 20 | 12 | 20 | 15 | 18 | 16     | 19     | 180  | 485        |
| 10   | Nizozemsko        | 25          | 74     | Henny M. Schoor         | Cadover Isabel Of Bellever               | LR      | 20 | 19 | 15 | 15 | 20 | 16 | 16 | 20 | 9      | 13     | 163  | 485        |
| 10   | Nizozemsko        | 25          | 75     | Marinus Thijs           | Ghida Van Het Muntenbos                  | LR      | 16 | 15 | 15 | 12 | 15 | 19 | 15 | 12 | 14     | 9      | 142  | 485        |
| 11   | Německo           | 5           | 13     | Wolfgang Vergiels       | Staftly Countess Of Zentlinde            | LR      | 14 | 17 | 18 | 19 | 19 | 14 | 10 | 17 | 0      | 16     | 144  | 475        |
| 11   | Německo           | 5           | 14     | Annette Bërse-Hanning   | Taviscara Abila                          | LR      | 12 | 9  | 16 | 20 | 15 | 18 | 20 | 18 | 14     | 17     | 159  | 475        |
| 11   | Německo           | 5           | 15     | Angelika Evans          | Barnlight Sappo                          | LR      | 20 | 19 | 17 | 16 | 18 | 14 | 16 | 17 | 20     | 15     | 172  | 475        |
| 12   | Free Team         | 18          | 52     | Ton Buijs               | Oriole Cottage Knight                    | LR      | 17 | 15 | 20 | 20 | 19 | 10 | 18 | 17 | 6      | 11     | 153  | 473        |
| 12   | Free Team         | 18          | 53     | Petra Evers-Vingerhoets | Oriole Cottage Lot                       | LR      | 20 | 16 | 18 | 12 | 15 | 17 | 20 | 19 | 10     | 12     | 159  | 473        |
| 12   | Free Team         | 18          | 54     | Heidi Allon             | Sepp Van Het Muntenbos                   | LR      | 16 | 20 | 16 | 15 | 15 | 18 | 17 | 18 | 15     | 11     | 161  | 473        |
| 13   | Rakousko          | 8           | 22     | Stefanie Gföhler        | Get Up And Go von der Burg Clam          | LR      | 10 | 12 | 16 | 14 | 17 | 14 | 19 | 18 | 14     | 12     | 146  | 472        |
| 13   | Rakousko          | 8           | 23     | Gabriel Kratzer         | Homerun Von Der Burg Clam                | LR      | 15 | 17 | 16 | 17 | 18 | 18 | 17 | 15 | 20     | 15     | 168  | 472        |
| 13   | Rakousko          | 8           | 24     | Klaus Thuner            | A Breeze of Dukefield                    | LR      | 16 | 10 | 18 | 20 | 20 | 9  | 18 | 16 | 14     | 17     | 158  | 472        |
| 14   | Německo           | 1           | 1      | Leni Niehof             | Alpha Vom Keien Fenn                     | LR      | 17 | 17 | 14 | 18 | 16 | 19 | 19 | 16 | 8      | 20     | 164  | 469        |
| 14   | Německo           | 1           | 2      | Elfriede Bergmann       | Zero Zita Vom Keien Fenn                 | LR      | 17 | 17 | 18 | 16 | 11 | 15 | 16 | 20 | 14     | 14     | 158  | 469        |
| 14   | Německo           | 1           | 3      | Barbara Blankenagel     | Dixis Daffodil Vom Blanken Nagel         | LR      | 10 | 16 | 16 | 18 | 13 | 18 | 15 | 17 | 12     | 12     | 147  | 469        |
| 15   | Německo           | 12          | 34     | Karin Schock            | Bahru Von Riedenberg                     | LR      | 19 | 18 | 8  | 16 | 20 | 0  | 16 | 16 | 20     | 9      | 142  | 465        |
| 15   | Německo           | 12          | 35     | Marianne Walheim        | Come Fast Esprit                         | LR      | 20 | 20 | 8  | 17 | 20 | 4  | 17 | 17 | 14     | 11     | 148  | 465        |
| 15   | Německo           | 12          | 36     | Jutta Rohrig            | Arnika-Floh Op De Bartelt                | GR      | 17 | 20 | 20 | 14 | 12 | 17 | 18 | 19 | 19     | 19     | 175  | 465        |
| 16   | Švýcarsko         | 20          | 58     | Brigitte Clinton        | Haredale Ivyglen Tessa                   | LR      | 17 | 18 | 18 | 10 | 20 | 0  | 20 | 18 | 12     | 16     | 149  | 455        |
| 16   | Švýcarsko         | 20          | 59     | Gilbert Sonnay          | Roy des Deux Grandes Forêts              | LR      | 17 | 17 | 18 | 17 | 15 | 18 | 20 | 18 | 19     | 17     | 176  | 455        |
| 16   | Švýcarsko         | 20          | 60     | Genevičve David         | Gora Vom Moosquell                       | FCR     | 0  | 0  | 17 | 20 | 15 | 16 | 15 | 17 | 14     | 16     | 130  | 455        |
| 17   | Francie           | 16          | 46     | Thomas Bouy             | Neil                                     | LR      | 20 | 17 | 20 | 17 | 14 | 12 | 17 | 18 | 20     | 19     | 174  | 454        |
| 17   | Francie           | 16          | 47     | Laurence Maudet         | Sultan d'Aspe et d'Ossau                 | LR      | 0  | 0  | 0  | 12 | 8  | 20 | 18 | 18 | 15     | 20     | 111  | 454        |
| 17   | Francie           | 16          | 48     | Gilles Testard          | Kroonkennel's Yester                     | GR      | 15 | 14 | 18 | 19 | 17 | 19 | 19 | 17 | 12     | 19     | 169  | 454        |
| 18   | Belgie            | 23          | 67     | Chantal Goreux          | Hamford Wilfred                          | LR      | 20 | 20 | 20 | 13 | 10 | 0  | 20 | 17 | 15     | 15     | 150  | 454        |
| 18   | Belgie            | 23          | 68     | Dirk Vandeputte         | Starcreek Zenia                          | LR      | 15 | 12 | 19 | 14 | 15 | 20 | 16 | 15 | 18     | 15     | 159  | 454        |
| 18   | Belgie            | 23          | 69     | Marc Matthijssens       | Starcreek Zamidae                        | LR      | 17 | 13 | 17 | 16 | 13 | 10 | 8  | 20 | 17     | 14     | 145  | 454        |
| 19   | Belgie            | 3           | 7      | Rony Michiels           | Abbeystead Gaiety                        | LR      | 0  | 0  | 16 | 19 | 15 | 5  | 16 | 18 | 10     | 16     | 115  | 448        |
| 19   | Belgie            | 3           | 8      | Boukje Eekma            | Half Moon Destiny Of Topbrass            | GR      | 17 | 19 | 18 | 18 | 17 | 19 | 20 | 20 | 15     | 15     | 178  | 448        |
| 19   | Belgie            | 3           | 9      | Ludo Poriau             | Tremark Sweep Of Bellever                | LR      | 17 | 16 | 14 | 18 | 13 | 15 | 16 | 17 | 15     | 14     | 155  | 448        |
| 20   | Free Team         | 24          | 70     | Norma Zvolsky           | Romney's Inchmichael                     | GR      | 20 | 18 | 20 | 18 | 13 | 17 | 17 | 20 | 16     | 11     | 170  | 443        |
| 20   | Free Team         | 24          | 71     | Gisela Dorgathen        | Anneke My Melodie Of Golden Spirit       | GR      | 17 | 18 | 19 | 16 | 12 | 10 | 18 | 18 | 15     | 12     | 155  | 443        |
| 20   | Free Team         | 24          | 72     | Mareike Rolf            | Endeavour Jason of Mountain Forest Glade | GR      | 0  | 0  | 17 | 16 | 13 | 12 | 18 | 18 | 8      | 16     | 118  | 443        |
| 21   | Švýcarsko         | 19          | 55     | Béatrice Loetscher      | Funnyline Hunting Gun's Choice           | GR      | 17 | 10 | 15 | 15 | 19 | 15 | 17 | 17 | 5      | 16     | 146  | 440        |
| 21   | Švýcarsko         | 19          | 56     | Pierre-Yves Loetscher   | Funnyline Hunting Ken's Purdey           | GR      | 0  | 0  | 14 | 15 | 18 | 17 | 16 | 15 | 13     | 15     | 123  | 440        |
| 21   | Švýcarsko         | 19          | 57     | Giuseppe Merola         | Funnyline Hunting Togo                   | GR      | 20 | 20 | 16 | 14 | 19 | 18 | 15 | 16 | 17     | 16     | 171  | 440        |
| 22   | Free Team         | 21          | 61     | Consuelo Costantino     | Sheila                                   | LR      | 19 | 11 | 17 | 18 | 17 | 16 | 16 | 15 | 12     | 12     | 153  | 434        |
| 22   | Free Team         | 21          | 62     | Ilaria Martinelli       | Chester Di Casa Paraporti                | LR      | 20 | 15 | 18 | 15 | 14 | 17 | 17 | 18 | 15     | 13     | 162  | 434        |
| 22   | Free Team         | 21          | 63     | Colorado Fiorentini     | Royal Crest Gold-n Over The Rainbow      | GR      | 0  | 0  | 15 | 14 | 20 | 17 | 17 | 17 | 7      | 12     | 119  | 434        |
| 23   | Free Team         | 10          | 28     | Angelo Zoccali          | Waterfriend Numberone                    | LR      | 20 | 19 | 16 | 19 | 19 | 18 | 20 | 20 | 13     | 10     | 174  | 430        |
| 23   | Free Team         | 10          | 29     | Charlotte Zoccali       | Stuy Du Didi's Pink Floyd                | LR      | 15 | 0  | 14 | 19 | 17 | 11 | 0  | 0  | 18     | 9      | 103  | 430        |
| 23   | Free Team         | 10          | 30     | Claudia Melaranci       | Hot Chocolate Lucille                    | LR      | 20 | 18 | 14 | 13 | 15 | 18 | 15 | 15 | 15     | 10     | 153  | 430        |
| 24   | Francie           | 11          | 31     | Bertrand Pascal         | Feathwood Mac Shirley                    | GR      | 14 | 15 | 18 | 17 | 18 | 18 | 14 | 17 | 16     | 12     | 159  | 424        |
| 24   | Francie           | 11          | 32     | Bruno Julien            | Oakland                                  | GR      | 12 | 15 | 14 | 14 | 17 | 17 | 17 | 18 | 16     | 14     | 154  | 424        |
| 24   | Francie           | 11          | 33     | Carole Marthon          | Paddington des Bruyères de Servière      | GR      | 0  | 0  | 12 | 16 | 19 | 0  | 15 | 17 | 15     | 17     | 111  | 424        |
| 25   | Free Team         | 27          | 79     | Moira Frank             | Caroway's Sergeant Pepper                | CBR     | 0  | 0  | 18 | 17 | 16 | 18 | 18 | 18 | 12     | 11     | 128  | 417        |
| 25   | Free Team         | 27          | 80     | Martino Salvo           | Amelia                                   | LR      | 10 | 10 | 10 | 7  | 15 | 19 | 16 | 18 | 5      | 11     | 121  | 417        |
| 25   | Free Team         | 27          | 81     | Paolo Guardamagna       | Gilda Di Casa Paraporti                  | LR      | 16 | 16 | 18 | 18 | 19 | 17 | 19 | 19 | 16     | 10     | 168  | 417        |
| 26   | Francie           | 4           | 10     | Julien Robert           | Moraira Rom                              | LR      | 18 | 19 | 18 | 19 | 10 | 11 | 19 | 19 | 9      | 11     | 153  | 409        |
| 26   | Francie           | 4           | 11     | Philippe Chesnay        | Nice de L'Erica                          | LR      | 19 | 10 | 16 | 19 | 20 | 5  | 20 | 18 | 0      | 7      | 134  | 409        |
| 26   | Francie           | 4           | 12     | Sébastien Augeot        | Braveur Purdey                           | LR      | 0  | 0  | 17 | 14 | 13 | 15 | 12 | 18 | 20     | 13     | 122  | 409        |
| 27   | Free Team         | 26          | 76     | Claudio Castellari      | Fast Food                                | LR      | 15 | 13 | 18 | 17 | 18 | 10 | 17 | 18 | 18     | 14     | 158  | 398        |
| 27   | Free Team         | 26          | 77     | Tiziano Cagnoni         | Oued Es Saf Saf                          | LR      | 0  | 0  | 19 | 20 | 16 | 13 | 12 | 18 | 14     | 14     | 126  | 398        |
| 27   | Free Team         | 26          | 78     | Gwynthe Arangio-Ruiz    | Treivy Holly                             | LR      | 0  | 0  | 14 | 10 | 15 | 16 | 12 | 20 | 13     | 14     | 114  | 398        |
| 28   | Nizozemsko        | 6           | 16     | Pita van Kan-Schaefer   | Way-Out's Wrapping                       | GR      | 18 | 18 | 10 | 7  | 0  | 20 | 18 | 17 | 15     | 15     | 138  | 384        |
| 28   | Nizozemsko        | 6           | 17     | Joop M. Kosse           | Boy Quiver Creek's Owlsburgh             | GR      | 17 | 16 | 12 | 5  | 11 | 8  | 15 | 18 | 11     | 18     | 131  | 384        |
| 28   | Nizozemsko        | 6           | 18     | Cora Kros               | Wizz-Kid Casper Golden Wish              | GR      | 0  | 0  | 10 | 18 | 18 | 13 | 20 | 16 | 5      | 15     | 115  | 384        |

#### Průběžné výsledky
| Země / název týmu | St. č. | I. den | I. den | II. den | II. den | Celk. body | Celk. poz. | Posun† |
| Země / název týmu | St. č. | Body   | Poz.   | Body    | Poz.    | Celk. body | Celk. poz. | Posun† |
| ----------------- | ------ | ------ | ------ | ------- | ------- | ---------- | ---------- | ------ |
| Free Team         | 17     | 427    | 1      | 97      | 5       | 524        | 1          | 0      |
| Belgie            | 14     | 426    | 2      | 96      | 6       | 522        | 2          | 0      |
| Free Team         | 22     | 412    | 5      | 109     | 1       | 521        | 3          | 2      |
| Německo           | 15     | 423    | 3      | 89      | 12      | 512        | 4          | -1     |
| Free Team         | 30     | 412    | 5      | 88      | 13      | 500        | 5          | 0      |
| Free Team         | 7      | 412    | 5      | 87      | 14      | 499        | 6          | -1     |
| Německo           | 28     | 413    | 4      | 83      | 17      | 496        | 7          | -3     |
| Free Team         | 29     | 395    | 10     | 100     | 4       | 495        | 8          | 2      |
| Rakousko          | 13     | 384    | 13     | 107     | 2       | 491        | 9          | 4      |
| Nizozemsko        | 25     | 405    | 9      | 80      | 20      | 485        | 10         | -1     |
| Německo           | 5      | 393    | 11     | 82      | 18      | 475        | 11         | 0      |
| Free Team         | 18     | 408    | 8      | 65      | 26      | 473        | 12         | -4     |
| Rakousko          | 8      | 380    | 14     | 92      | 9       | 472        | 13         | 1      |
| Německo           | 1      | 389    | 12     | 80      | 20      | 469        | 14         | -2     |
| Německo           | 12     | 373    | 15     | 92      | 9       | 465        | 15         | 0      |
| Švýcarsko         | 20     | 361    | 19     | 94      | 7       | 455        | 16         | 3      |
| Francie           | 16     | 349    | 24     | 105     | 3       | 454        | 17         | 7      |
| Belgie            | 23     | 360    | 20     | 94      | 7       | 454        | 18         | 2      |
| Belgie            | 3      | 363    | 17     | 85      | 16      | 448        | 19         | -2     |
| Free Team         | 24     | 365    | 16     | 78      | 23      | 443        | 20         | -4     |
| Švýcarsko         | 19     | 358    | 21     | 82      | 18      | 440        | 21         | 0      |
| Free Team         | 21     | 363    | 17     | 71      | 25      | 434        | 22         | -5     |
| Free Team         | 10     | 355    | 22     | 75      | 24      | 430        | 23         | -1     |
| Francie           | 11     | 334    | 26     | 90      | 11      | 424        | 24         | 2      |
| Free Team         | 27     | 352    | 23     | 65      | 26      | 417        | 25         | -2     |
| Francie           | 4      | 349    | 24     | 60      | 28      | 409        | 26         | -2     |
| Free Team         | 26     | 311    | 27     | 87      | 14      | 398        | 27         | 0      |
| Nizozemsko        | 6      | 305    | 28     | 79      | 22      | 384        | 28         | 0      |

### Individuální soutěž
Výsledková listina individuální soutěž.
| Poz. | St. č. | Vůdce              | Pes                           | Plemeno | Týmová soutěž | Týmová soutěž | Týmová soutěž | Týmová soutěž | Týmová soutěž | Týmová soutěž | Týmová soutěž | Týmová soutěž | Týmová soutěž | Týmová soutěž | Týmová soutěž | Ind. s. | Celk. body |
| Poz. | St. č. | Vůdce              | Pes                           | Plemeno | SP            | SP            | PH            | MT            | MT            | GS            | PC            | PC            | Ext. 1        | Ext. 2        | Body          | Test 1  | Celk. body |
| ---- | ------ | ------------------ | ----------------------------- | ------- | ------------- | ------------- | ------------- | ------------- | ------------- | ------------- | ------------- | ------------- | ------------- | ------------- | ------------- | ------- | ---------- |
| 1    | 51     | Verena Ommerli     | Conneywarren Spike            | LR      | 16            | 19            | 18            | 20            | 20            | 18            | 20            | 20            | 15            | 18            | 184           | 17      | 201        |
| 2    | 73     | H. J. Heijman      | Jeser Jake                    | LR      | 20            | 20            | 20            | 20            | 12            | 20            | 15            | 18            | 16            | 19            | 180           | 19      | 199        |
| 3    | 66     | Jean-Louis Recchia | Featherquest Shadow           | GR      | 20            | 19            | 19            | 14            | 18            | 16            | 19            | 19            | 18            | 18            | 180           | 18      | 198        |
| 4    | 41     | Frederik Borms     | Wheaten's Xanthos             | GR      | 14            | 19            | 18            | 18            | 18            | 20            | 19            | 20            | 20            | 16            | 182           | 13      | 195        |
| 5    | 37     | Ursula Pözlberger  | A-Krispindl Vom Keien Fenn    | LR      | 20            | 19            | 17            | 17            | 20            | 16            | 18            | 20            | 14            | 18            | 179           | 15      | 194        |
| 6    | 42     | Karl Huyghelier    | Vincent Of The Modern Inn     | GR      | 20            | 18            | 17            | 18            | 18            | 18            | 15            | 17            | 20            | 17            | 178           | 15      | 193        |
| 7    | 86     | Stefano Martinoli  | Brocklebank Osprey            | LR      | 20            | 20            | 20            | 17            | 16            | 17            | 20            | 18            | 17            | 16            | 181           | 11      | 192        |
| 8    | 88     | Stefano Martinoli  | Greenbriar Reed               | LR      | 16            | 12            | 19            | 18            | 19            | 18            | 19            | 20            | 19            | 19            | 179           | 12      | 191        |
| 9    | 65     | Chantal Goreux     | Hamford Able                  | LR      | 13            | 16            | 20            | 20            | 20            | 15            | 15            | 20            | 20            | 20            | 179           | 0       | 179        |
| 10   | 8      | Boukje Eekma       | Half Moon Destiny Of Topbrass | GR      | 17            | 19            | 18            | 18            | 17            | 19            | 20            | 20            | 15            | 15            | 178           | 0       | 178        |